# Fünfkampf-Weltmeisterschaft 2001

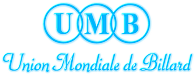
Logo UMB (ausrichtender Verband)

Veranstaltungsort: Wien

Die Fünfkampf-Weltmeisterschaft 2001, auch Pentathlon-Weltmeisterschaft genannt, war das 16. Turnier in dieser Disziplin des Karambolagebillards und fand vom 20. bis zum 25. März 2001 in Wien statt. Es war die zweite Fünfkampf-Weltmeisterschaft in den Österreich und die zweite in Wien.

## Geschichte
67 Jahre nach der ersten Fünfkampf-Weltmeisterschaft in Brüssel wurde in Wien die 16. und damit vermutlich auch letzte Weltmeisterschaft im Fünfkampf ausgetragen. Das Turnier fand zum 70-jährigen Bestehen des Billard Sportverband Österreich statt. Sieger wurde der Luxemburger Fonsy Grethen. Bei sieben Siegen und zwei Unentschieden gegen Martin Horn und Arnim Kahofer gewann er ungeschlagen und verdient den Titel. Martin Horn ist der fünfte Deutsche der in diesem Mehrkampf des Billardsports als Zweiter eine Medaille gewinnen konnte. Dave Christiani holte als Dritter die siebte Medaille für die Niederlande.

## Modus
Gespielt wurde das ganze Turnier im Round Robin Modus.
1. PP = Partiepunkte
2. MP = Matchpunkte
3. VGD = Verhältnismäßiger Generaldurchschnitt
4. BVED = Bester Einzel Verhältnismäßiger Durchschnitt

Ab 1965 wurde zur Berechnung des VGD die 'Portugiesische Tabelle' angewendet. Hierbei werden die verschiedenen Disziplinen nach einer Formel berechnet. Es wurde eine neu überarbeitete portugiesische Tabelle von Oktober 1977 angewendet. Die Distanzen in Wien wurden noch einmal verkürzt und es wurde wieder Cadre 47/2 gespielt.
Freie Partie: Distanz 200 Punkte
Cadre 47/2: Distanz 150 Punkte
Einband: Distanz 75 Punkte
Cadre 71/2: Distanz 125 Punkte
Dreiband: Distanz 25 Punkte
Der Fünfkampf wurde auch in dieser Spielfolge gespielt.
In der Endtabelle wurden die erzielten Matchpunkte vor den Partiepunkten und dem VGD gewertet. Partien die in einer Aufnahme Unentschieden endeten wurden mit 2:2 Partiepunkten gewertet.

## Abschlusstabelle
| Legende | Legende                                       |
| --- | --------------------------------------------- |
| Abk. | Bedeutung                                     |
| Pkt. | erzielte Punkte                               |
| Aufn. | benötigte Aufnahmen                           |
| ED | Einzeldurchschnitt                            |
| GD | Generaldurchschnitt                           |
| VGD | Verhältnismässiger Generaldurchschnitt        |
| BMD | Bester Mannschaftsdurchschnitt                |
| BED | Bester Einzeldurchschnitt                     |
| BSD | Bester Satzdurchschnitt                       |
| BEVD | Bester Einzel Verhältnismässiger Durchschnitt |
| HS | Höchstserie                                   |
| MP | Match Points                                  |
| PP | Partie Punkte                                 |
| G-U-V | Gewonnen-Unentschieden-Verloren               |
| SV | Satzverhältnis                                |
| WRP | Weltranglistenpunkte                          |
| | 1. Platz (Gold)                               |
| | 2. Platz (Silber)                             |
| | 3. Platz (Bronze)                             |
| | Bester GD des Turniers/Runde                  |
| | Bester VGD des Turniers/Runde                 |
| | Bester ED des Turniers/Runde                  |
| | Bester BVGD des Turniers/Runde                |
| | Beste HS des Turniers/Runde                   |
| (Evtl. finden nicht alle Begriffe Anwendung oder einige sind nicht aufgeführt. Diese können in der Liste der Karambolage-Begriffe nachgesehen werden.) |                                               |

| Endklassement              | Endklassement   | Endklassement | Endklassement | Endklassement | Endklassement | Endklassement | Endklassement | Endklassement | Endklassement |
| Platz                      | Name            | MP            | PP            | VGD           | BVED          |               |               |               |               |
| -------------------------- | --------------- | ------------- | ------------- | ------------- | ------------- | ------------- | ------------- | ------------- | ------------- |
| 1                          | Fonsy Grethen   | 16:2          | 66:24         | 119,78        | 529,58        |               |               |               |               |
| 2                          | Martin Horn     | 13:5          | 61:29         | 90,33         | 222,01        |               |               |               |               |
| 3                          | Dave Christiani | 12:6          | 55:35         | 77,68         | 187,43        |               |               |               |               |
| 4                          | Arnim Kahofer   | 12:6          | 50:40         | 61,26         | 129,27        |               |               |               |               |
| 5                          | Louis Edelin    | 11:7          | 56:34         | 86,22         | 278,28        |               |               |               |               |
| 6                          | Patrick Niessen | 10:8          | 49:41         | 67,95         | 174,83        |               |               |               |               |
| 7                          | Michael Hikl    | 9:91          | 50:40         | 61,41         | 172,77        |               |               |               |               |
| 8                          | Rafael Garcia   | 5:13          | 37:53         | 65,08         | 185,89        |               |               |               |               |
| 9                          | Yoichiro Mori   | 2:16          | 22:68         | 37,52         | 68,69         |               |               |               |               |
| 10                         | Tamás Szolnoki  | 0:18          | 4:86          | 17,34         | –             |               |               |               |               |
| Turnierdurchschnitt: 59,02 |                 |               |               |               |               |               |               |               |               |

## Disziplintabellen
| Platz                      | Name            | MP   | Pkte. | Aufn. | GD     | BED    | HS  |
| -------------------------- | --------------- | ---- | ----- | ----- | ------ | ------ | --- |
| 1                          | Patrick Niessen | 17:1 | 1800  | 22    | 81,81  | 200,00 | 200 |
| 2                          | Louis Edelin    | 14:4 | 1559  | 17    | 91,70  | 200,00 | 200 |
| 3                          | Fonsy Grethen   | 13:5 | 1602  | 12    | 133,50 | 200,00 | 200 |
| 4                          | Dave Christiani | 11:7 | 1517  | 11    | 137,90 | 200,00 | 200 |
| 5                          | Arnim Kahofer   | 11:7 | 1340  | 24    | 55,83  | 200,00 | 200 |
| 6                          | Martin Horn     | 10:8 | 1236  | 21    | 58,85  | 200,00 | 200 |
| 7                          | Michael Hikl    | 8:10 | 1081  | 19    | 56,89  | 200,00 | 200 |
| 8                          | Rafael Garcia   | 4:14 | 927   | 20    | 46,35  | 100,00 | 187 |
| 9                          | Yoichiro Mori   | 2:16 | 374   | 24    | 15,58  | 25,00  | 91  |
| 10                         | Tamás Szolnoki  | 0:18 | 481   | 34    | 14,14  | –      | 101 |
| Turnierdurchschnitt: 58,41 |                 |      |       |       |        |        |     |

| Platz                      | Name            | MP   | Pkte. | Aufn. | GD    | BED    | HS  |
| -------------------------- | --------------- | ---- | ----- | ----- | ----- | ------ | --- |
| 1                          | Michael Hikl    | 16:2 | 1350  | 37    | 36,48 | 150,00 | 150 |
| 2                          | Louis Edelin    | 14:4 | 1211  | 17    | 71,23 | 150,00 | 150 |
| 3                          | Martin Horn     | 13:5 | 1144  | 21    | 54,47 | 150,00 | 150 |
| 4                          | Arnim Kahofer   | 12:6 | 902   | 20    | 45,10 | 150,00 | 150 |
| 5                          | Fonsy Grethen   | 10:8 | 1145  | 29    | 39,46 | 150,00 | 150 |
| 6                          | Dave Christiani | 9:9  | 972   | 24    | 40,50 | 150,00 | 150 |
| 7                          | Rafael Garcia   | 7:11 | 904   | 27    | 33,48 | 75,00  | 141 |
| 8                          | Patrick Niessen | 7:17 | 846   | 31    | 27,29 | 150,00 | 150 |
| 9                          | Yoichiro Mori   | 2:16 | 561   | 42    | 13,35 | 11,53  | 42  |
| 10                         | Tamás Szolnoki  | 0:18 | 340   | 44    | 7,72  | –      | 33  |
| Turnierdurchschnitt: 32,10 |                 |      |       |       |       |        |     |

| Platz                     | Name            | MP   | Pkte. | Aufn. | GD    | BED   | HS |
| ------------------------- | --------------- | ---- | ----- | ----- | ----- | ----- | -- |
| 1                         | Fonsy Grethen   | 18:0 | 675   | 66    | 10,22 | 75,00 | 75 |
| 2                         | Dave Christiani | 13:5 | 636   | 109   | 5,83  | 10,71 | 47 |
| 3                         | Martin Horn     | 12:6 | 580   | 83    | 6,98  | 15,00 | 46 |
| 4                         | Louis Edelin    | 11:7 | 558   | 77    | 7,24  | 18,75 | 44 |
| 5                         | Arnim Kahofer   | 10:8 | 601   | 89    | 6,75  | 12,50 | 37 |
| 6                         | Patrick Niessen | 8:10 | 578   | 90    | 6,42  | 15,00 | 40 |
| 7                         | Michael Hikl    | 8:10 | 618   | 102   | 6,05  | 25,00 | 39 |
| 8                         | Rafael Garcia   | 6:12 | 448   | 80    | 5,60  | 25,00 | 33 |
| 9                         | Yoichiro Mori   | 4:14 | 357   | 83    | 4,30  | 6,25  | 27 |
| 10                        | Tamás Szolnoki  | 0:18 | 301   | 98    | 3,07  | –     | 19 |
| Turnierdurchschnitt: 6,10 |                 |      |       |       |       |       |    |

| Platz                      | Name            | MP   | Pkte. | Aufn. | GD    | BED    | HS  |
| -------------------------- | --------------- | ---- | ----- | ----- | ----- | ------ | --- |
| 1                          | Fonsy Grethen   | 13:5 | 942   | 20    | 47,10 | 125,00 | 125 |
| 2                          | Patrick Niessen | 13:5 | 889   | 24    | 37,04 | 125,00 | 125 |
| 3                          | Dave Christiani | 13:5 | 917   | 37    | 24,78 | 125,00 | 125 |
| 4                          | Louis Edelin    | 12:6 | 951   | 28    | 33,96 | 125,00 | 125 |
| 5                          | Michael Hikl    | 12:6 | 989   | 31    | 31,90 | 125,00 | 125 |
| 6                          | Martin Horn     | 10:8 | 845   | 34    | 24,85 | 62,50  | 125 |
| 7                          | Rafael Garcia   | 8:10 | 707   | 22    | 32,13 | 125,00 | 125 |
| 8                          | Arnim Kahofer   | 7:11 | 736   | 37    | 19,89 | 31,25  | 85  |
| 9                          | Yoichiro Mori   | 2:16 | 583   | 55    | 10,60 | 8,33   | 72  |
| 10                         | Tamás Szolnoki  | 0:18 | 674   | 52    | 7,19  | –      | 41  |
| Turnierdurchschnitt: 23,33 |                 |      |       |       |       |        |     |

| Platz                      | Name            | MP   | Pkte. | Aufn. | GD    | BED   | HS |
| -------------------------- | --------------- | ---- | ----- | ----- | ----- | ----- | -- |
| 1                          | Martin Horn     | 16:2 | 214   | 199   | 1,075 | 1,666 | 9  |
| 2                          | Fonsy Grethen   | 12:6 | 204   | 231   | 0,883 | 1,562 | 9  |
| 3                          | Yoichiro Mori   | 12:6 | 216   | 246   | 0,878 | 1,250 | 8  |
| 4                          | Rafael Garcia   | 12:6 | 202   | 245   | 0,824 | 1,136 | 6  |
| 5                          | Arnim Kahofer   | 10:8 | 195   | 274   | 0,711 | 0,892 | 6  |
| 6                          | Dave Christiani | 9:9  | 186   | 251   | 0,741 | 1,136 | 6  |
| 7                          | Michael Hikl    | 6:12 | 170   | 290   | 0,586 | 0,757 | 6  |
| 8                          | Louis Edelin    | 5:13 | 165   | 240   | 0,687 | 1,388 | 4  |
| 9                          | Patrick Niessen | 4:14 | 147   | 249   | 0,590 | 0,833 | 6  |
| 10                         | Tamás Szolnoki  | 4:14 | 134   | 261   | 0,513 | 0,862 | 4  |
| Turnierdurchschnitt: 0,737 |                 |      |       |       |       |       |    |